# Blindagem patrimonial
Blindagem patrimonial é a proteção ao patrimônio da pessoa física que possui participação societária que é realizada com o objetivo de evitar que o patrimônio pessoal do sócio seja atingido por dívidas da empresa.
A blindagem patrimonial também pode ser definida como uma estratégia legal, utilizada para estimular empresários a realizar investimentos em novas empresas e empreendimentos, sem por seu patrimônio em risco, inclusive a legislação de todos os países desenvolvidos e civilizados do mundo restringe a responsabilidade do empresário pelos riscos do negócio.
A estrutura jurídica para a blindagem patrimonial é feita de forma preventiva ao empresário que não possui nenhum tipo de débito e visa, basicamente, assegurar seus direitos futuros dos riscos incertos do seu negócio.
O objetivo da blindagem patrimonial não pode ser o de não pagar débitos, de burlar a lei trabalhista ou o fisco, como vimos recentemente na operação Alquimia, que o objetivo dos acusados era o de não pagar o fisco, mas a estrutura que eles utilizaram, de forma indevida, a blindagem patrimonial é uma forma jurídica legal que visa estruturar a empresa para questões legais, ou seja, o empresário continua pagando os impostos, dívidas, mas se surgir uma crise ou qualquer problema na empresa dele, a casa e os bens que ele conquistou até aquele momento, não serão perdidos em regra.
“Blindagem patrimonial” é como empresas de consultoria empresarial e tributária chamam os serviços de proteção de ativos de grupos econômicos, empresas e famílias em casos de colapso da organização ou evento danoso, com o escopo de proteger bens necessários à manutenção dos acionistas, às vezes, mediante o não pagamento de dívidas. “Desde que sua organização já não tenha sido citada em processo de Cumprimento de Sentença, Execução cível, fiscal, trabalhista ou previdenciária, as ações de blindagem patrimonial de forma preventiva são absolutamente legais. A ilegalidade ocorre somente na hipótese de fraude à execução, ou seja, a realização de atos posteriores à citação válida em processo de execução para frustrar credores. A blindagem patrimonial é realizada de forma legal e eficaz por meio da constituição de várias modalidades de "holdings"" (Fonte: RCF – RECUPERAÇÃO DE CRÉDITOS FISCAIS - Consultoria empresarial, tributária e recuperação de créditos tributários).